# 553438 Bercziszaniszlo
553438 Bercziszaniszlo este o planetă minoră (asteroid) din centura de asteroizi. A fost descoperită pe 9 august 2011 la Piszkéstetői Obszervatórium⁠(d) de . 
Obiectul prezintă o orbită caracterizată de o semiaxă mare de 3,0523729033136 UAi, o excentricitate de 0,13117621266718, o înclinație de 5,5105642879447 ° în raport cu ecliptica.